# Ameloctopus litoralis
Ameloctopus litoralis är en bläckfiskart som beskrevs av Norman 1992. Ameloctopus litoralis ingår i släktet Ameloctopus och familjen Octopodidae. Inga underarter finns listade i Catalogue of Life.